# Krzanowice
Krzanowice là một thị trấn thuộc huyện Raciborski, tỉnh Śląskie ở nam Ba Lan. Thị trấn có diện tích 4 km². Đến ngày 1 tháng 1 năm 2011, dân số của thị trấn là 2176 người và mật độ 706 người/km².